# Шарківщина (Лубенський район)
Шаркі́вщина —  село в Україні, у Хорольській міській громаді Лубенського району Полтавської області. Населення становить 52 осіб. До 2020 орган місцевого самоврядування — Штомпелівська сільська рада.

## Географія
Село Шарківщина знаходиться на одному їх витоків річки Рудка, вище за течією на відстані 1,5 км розташоване село Коломійцеве Озеро, нижче за течією на відстані 0,5 км розташоване село Наталівка. На річці кілька загат.

## Історія
12 червня 2020 року, відповідно до розпорядження Кабінету Міністрів України № 721-р «Про визначення адміністративних центрів та затвердження територій територіальних громад Полтавської області», село увійшло до складу Хорольської міської громади..
19 липня 2020 року, в результаті адміністративно - територіальної реформи та ліквідації Хорольського району, село увійшло до складу новоутвореного Лубенського району.